# Краснашени (Васлуј)
Краснашени (рум. Crăsnășeni) насеље је у Румунији у округу Васлуј у општини Татарани. Oпштина се налази на надморској висини од 179 m.

## Становништво
Према подацима из 2002. године у насељу је живело 184 становника, од којих су сви румунске националности.